# Владимир Божовић
Владимир Божовић (Никшић, 3. децембар 1970) српски је дипломата и правник. Амбасадор је Републике Србије у Црној Гори.

## Образовање
У Никшићу је завршио основно и средње образовање. Вишу школу унутрашњих послова Министарства унутрашњих послова завршио је у Земуну. Завршио је основне студије права. Магистарским радом „Корупција и антикорупцијска свијест са освртом на полицију” стекао звање магистра правних наука. На Факултету безбједности Универзитета у Београду, 2019. године докторирао је на тему „Интегритет полиције и корупција у полици у Србији”. 
Завршио је специјалистичке курсеве и обуке у Србији, Мађарској и САД. Био је учесник програма "КОКАЛИС" Фондације Харвард универзитета о науци и умјетности преговарања у Грчкој. Кроз рад у Влади Србије учествовао је на три међународне конференције о борби против корупције у Европској унији. 

## Каријера
У периоду од 1991. до 1993. обављао је функцију предсједника Савеза студената Више школе унутрашњих послова и предсједника Савеза студената Виших школа Београда. У истом периоду био је и члан Извршног одбора Савеза студената Београда. 
Као свршени студент права, приправнички стаж стекао је у Београду, али и у САД (Милвокију и Чикагу) од 1995. до 1997. године. Након тога, 1997. године отворио је сопствену Адвокатску канцеларију Божовић. Заступао је Српску православну цркву и Митрополију Црногорско - приморску. Упоредо је радио и као руководилац Одјељења правосуђа и људских права у Координационом центру Владе Савезне Републике Југославије и Републике Србије за Косово и Метохију. 

### Рад у Влади
Године 2004. именован је за помоћника министра унутрашњих послова. На тој функцији остао је до 2007. године. У том периоду обављао је и функцију генералног инспектора Ресора јавне безбједности МУП-а Републике Србије, те Националног координатора за полицију и људска права Србије и Црне Горе при Савјету Европе.
Функцију државног секретара Министарства унутрашњих послова Републике Србије обављао је у два наврата. Први пут од априла до новембра 2012. године, а након тога и у периоду од јуна 2017. до децембра 2019. године након чега је преузео функцију амбасадора Републике Србије у Црној Гори. 
Савјетник предсједника Владе надлежан за регионалну сарадњу и односе са вјерским заједницама у Влади Ивице Дачића био је од маја 2015. до јуна 2017. 

## Друштвени рад
- Оснивач је фонда Петар II Петровић Његош и Центра за стратешке пројекте.
- Од октобра 2018. године члан је у мрежи утицајних људи и организација (е који раде на остварењу Циља 8 Уједињених нација о укидању модерног ропства и трговине људима.[2]
- У мају 2015. године именован је за члана Координационог одбора за родну равноправност.
- У октобру 2013. године, учествовао је на састанку Глобалне заједнице у вези са доношењем стратешких смјерница за међународну полицију у мировним операцијама, у организацији Уједињених нација - Одјељење УН за мировне операције и Института за глобалну безбедност „Durham“ Универзитета у Лондону.
- У новембру 2014. године као замјеник предсједника Организационог одбора и председник Комитета за протокол учествује у организацији Трећег састанка шефова влада Кине и земаља централне и источне Европе.
- Као представник Кабинета предсједника Владе, у мају 2015. прикључује раду Комисије за утврђивање програмских садржаја и давања предлога модела управљања Меморијалним комплексом на Старом београдском сајмишту.
- Годинама је био гост на Молитвеном доручку у Бијелој кући.[3][4]

## Научни радови
- „Привремени Закон о кривичном поступку Косова”, научни часопис Правни живот, 2003, вол. 52, бр 9, стр. 509-524;
- „Корупција у полицији Србије - актуелно стање”, научни часопис Право - теорија и пракса, 2012, вол. 29, бр. 1-3, стр. 27-43;
- Лична доказна средства у криминалистици и кривичном процесном праву, Зборник радова; Сарајево. Бања Лука: Интернационална асоцијација криминалиста, 2013.
- Хуманитарне организације у функцији тероризма, Зборник радова Међународне конференције „Тероризам као глобална претња“, Правни факултет за привреду и правосуђе Универзитета привредна академија Нови Сад, 2012.
- Компаративна студија јавног мишљења о корупцији у полицији у Хрватској и Србији, за који је 2017. добио награду међународног удружења Академије за кривично - правне науке.